# Aeroportul São Filipe
Aeroportul São Filipe (IATA: SFL, ICAO: GVSF) este un aeroport din São Filipe⁠(d), Sotavento Islands⁠(d), Republica Capului Verde ce deservește zona São Filipe⁠(d). Aeroportul a fost tranzitat în 2024 de 59.264 de pasageri. A fost numit după São Filipe⁠(d).
Situat la o altitudine de 173 m, aeroportul dispune de 1 pistă. Este operat de Aeroportos e Segurança Aérea⁠(d).

## Infrastructură

### Piste
Aeroportul dispune de o singură pistă. Pista 14/32 are suprafața de asfalt și dimensiunile 1.350 m × 30 m. 